# Hirohide Adachi
Hirohide Adachi (født 17. april 1999) er en japansk fodboldspiller.
Han har spillet for flere forskellige klubber i sin karriere, herunder Gamba Osaka.